# Grotte de cristal
La grotte de Cristal (russe : Кристальная пещера, ukrainien : Кришталева печера) est une grotte de gypse située en Ukraine, dans le raïon de Tchortkiv, l'oblast de Ternopil, sur le plateau de Podolie.  C'est l'une des plus longues grottes d'Europe avec un développement de 26,623 kilomètres, elle est classée.

## Description

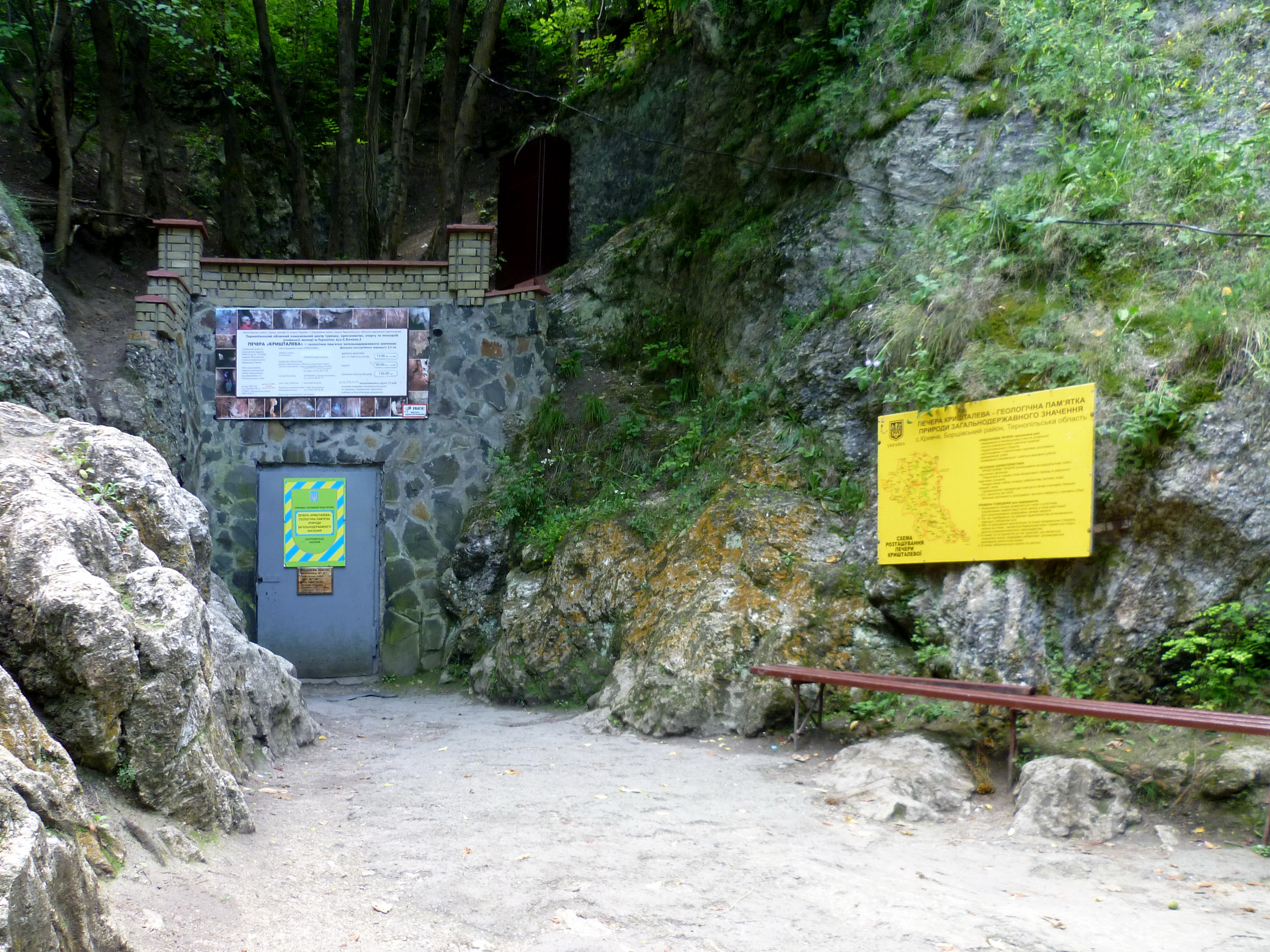
L'entrée.
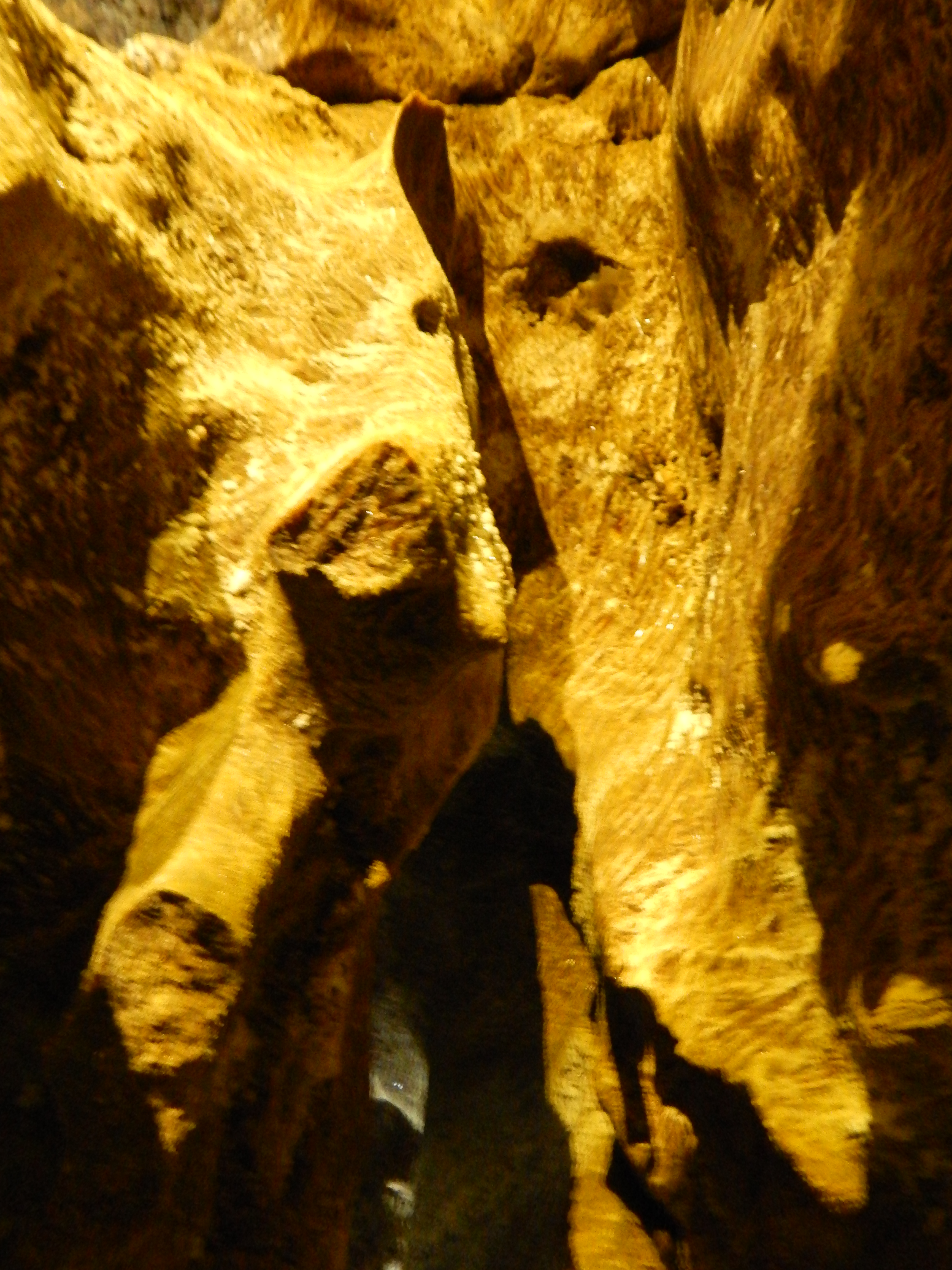
L'intérieur
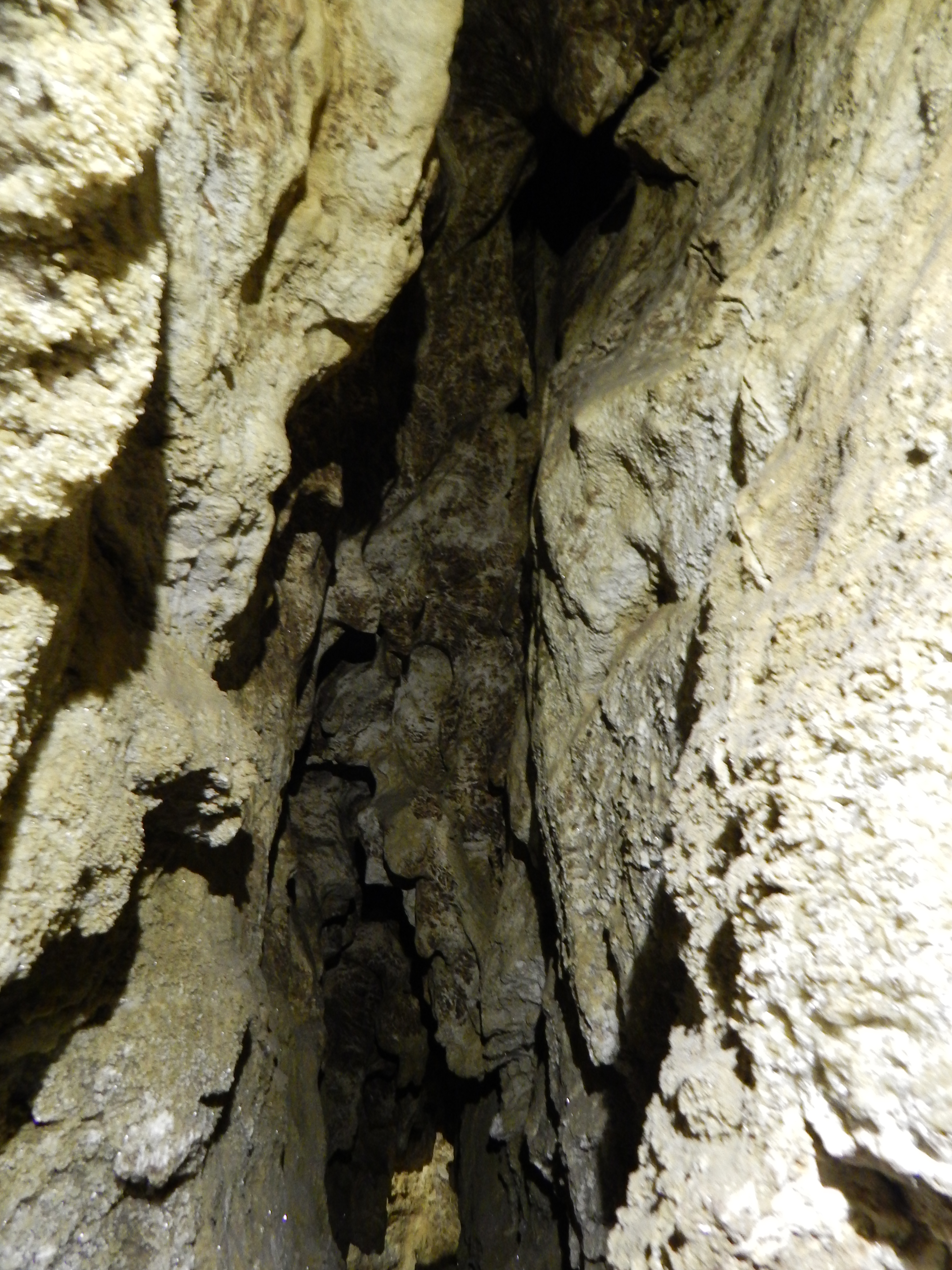
de la
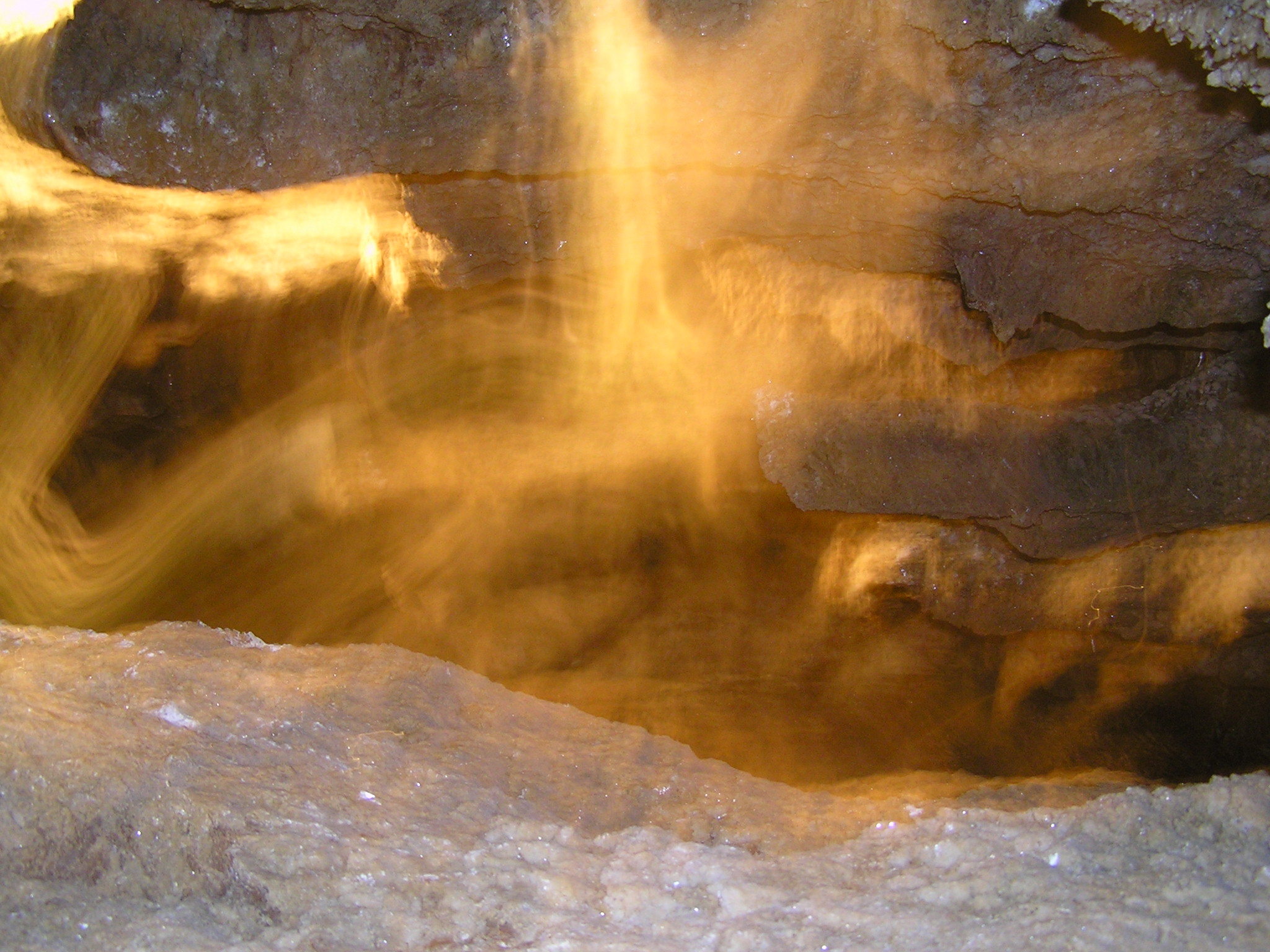
grotte.

Elle a été explorée en 1721 et se développe principalement en de longues fissures tectoniques verticales.